# Agapetus malleatus
Agapetus malleatus är en nattsländeart som beskrevs av Banks 1914. Agapetus malleatus ingår i släktet Agapetus och familjen stenhusnattsländor. Inga underarter finns listade i Catalogue of Life.